# Caecidotea antricola
Caecidotea antricola är en kräftdjursart som beskrevs av Creaser 1931. Caecidotea antricola ingår i släktet Caecidotea och familjen sötvattensgråsuggor. Inga underarter finns listade i Catalogue of Life.